# St Michael Caerhays
St Michael Caerhays – wieś w Anglii, w Kornwalii. Leży 51 km na wschód od miasta Penzance i 361 km na południowy zachód od Londynu.